# Phobos 2
Phobos 2 (Russisch: Фобос-2) was een onbemande ruimtesonde.
Het Phobosprogramma bestond uit twee sondes, Phobos 1 en Phobos 2 die gelanceerd werden op 7 juli 1988 door de Sovjet-Unie om de planeet Mars en zijn twee manen Phobos en Deimos te bestuderen. Beide sondes hebben een kritieke fout opgelopen.